# Layana Colman
Layana Lacerda Soares Colman (Campo Grande, 21 de setembro de 1996) é uma judoca brasileira.

## Carreira
Conquistou a medalha de bronze no Campeonato Mundial sub-18 de 2013, nos Estados Unidos.
Nos Jogos Olímpicos da Juventude em Nanquim 2014 conquistou um ouro na categoria até 52kg e uma prata por equipe mista .